# Siecie
Siecie (kaszb. Cëcé lub też Séce, niem. Zietzen) – wieś w Polsce, w województwie pomorskim, w powiecie słupskim, w gminie Smołdzino na Wybrzeżu Słowińskim i w pradolinie Łupawy. 
W 2011 miejscowość liczyła 136 mieszkańców.
W latach 1975–1998 miejscowość administracyjnie należała do województwa słupskiego. We wsi znajduje się kilkadziesiąt domów, funkcjonuje jeden sklep spożywczo-przemysłowy, dwa przystanki PKS. W budynku po szkole podstawowej w Sieciach mieści się świetlica wiejska oraz odprawiane są msze w soboty. Przez Siecie przebiega ścieżka rowerowa prowadząca z Gardnej Wielkiej do Smołdzina.

## Nazwa
Nazwa, odnotowana po raz pierwszy w formie Zitzen w 1631, ma pochodzenie słowiańskie i charakter topograficzny. Wywodzi się od pom. kontynuantu psł. nazwy pospolitej *sitьje „sitowie” (por. pol. gwarowe określenia sit, sice). Friedrich Lorentz odnotował formy nazwy w lokalnych gwarach słowińskich: Cȧ̃cė, Cä̀·cė wraz z nazwami mieszkańców: Cȧ̃cȯu̯n : Cä̀·cȯu̯n, Cȧ̃cȯu̯nkă : 
Cä̀·cȯu̯nkă „siecianin, siecianka”. Niemiecka nazwa Zietzen jest adaptacją fonetyczną pierwotnej nazwy słowiańskiej. Polska forma Siecie w miejsce oczekiwanej *Sicie wynika z błędnej resubstytucji nazwy niemieckiej.
Rada Języka Kaszubskiego proponuje kaszubską formę nazwy Secé.

## Położenie
Siecie są położone na południe od Smołdzina w odległości 4,5km, w dolinie Łupawy.
- Siecie
- Siecie, [w:] Słownik geograficzny Królestwa Polskiego, t. X: Rukszenice – Sochaczew, Warszawa 1889, s. 490.

## Zabytki
- Dom i rozlewnia mleka nr 2, murowane z lat 30. XX wieku.
- Chałupa nr 13, murowana z II połowy XIX wieku.
- Chałupa nr 29, murowana z początku XX wieku.
- Piwnica nr 38, murowana - kamień i cegła, z końca XIX wieku.
- Dom nr 40, murowany z końca XIX wieku.